# Störausstrahlung
Die elektromagnetische Störausstrahlung (auch: Störaussendung; engl. Electromagnetic Interference / EMI) bezeichnet die unerwünschte Eigenschaft eines elektrischen oder elektronischen Gerätes, als elektromagnetische Störquelle zu arbeiten und dadurch andere Geräte zu stören.
Die zulässige Störaussendung wird in der EU durch die Schutzanforderungen der EMV-Richtlinie geregelt, die auf entsprechende Normen verweist. Diese Normen enthalten die Grenzwerte für bestimmte Hochfrequenzbereiche, Gerätekategorien und Umgebungen, innerhalb derer die Störfestigkeit gewährleistet sein soll.
Für Luftfahrtgeräte gelten davon abweichende Standards, üblicherweise wird die Norm DO-160, section 21, der RTCA als Basis genommen. Wortgleich mit der DO-160 ist das europäische Dokument EUROCAE ED-14.
Die Störaussendungen werden meist durch entsprechende Grenzwerte begrenzt. Im theoretischen Idealfall wäre die zu messende Störgröße gleich Null. In der Praxis ist heute jedoch bei den meisten Geräten eine Funkentstörung erforderlich.
Das Störsignal wird unterschieden in
- die leitungsgebundene Störaussendung ('Funkstörspannung')
- die feldgebundene Störaussendung ('Funkstörstrahlung').

## Beispiel

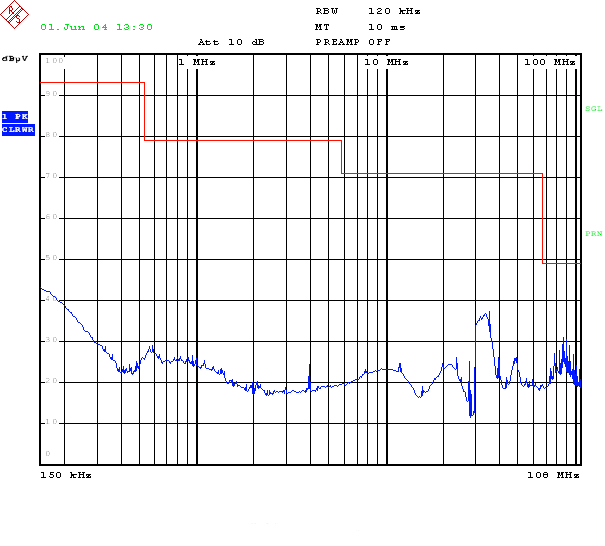
Beispieldiagram eines elektromagnetischen Interferenztests (Beschreibung nebenstehend)

Im Bild ist ein Beispiel einer EMV-Messung der Störausstrahlung in einem Frequenzmessbereich von 150 kHz bis 108 MHz zu sehen (logarithmische x-Achse). Um externe Beeinflussungen zu vermeiden, muss die EMV-Prüfung in einer Schirmkammer vorgenommen werden. Alle gemessenen Werte der blauen Kurve liegen unterhalb der maximal zulässigen Grenzwerte der roten Treppenkurve. Die Prüfung gilt somit als bestanden.